# جي. ألفرد تايلور
جي. ألفرد تايلور هو ناشر وصحفي وسياسي أمريكي، ولد في 25 سبتمبر 1878 في أيرنتون في الولايات المتحدة، وتوفي في 9 يونيو 1956. نشط حزبياً في الحزب الديمقراطي. وقد انتخب عضو مجلس النواب الأمريكي ‏.